# François Danjou
François Danjou est un sinologue diplômé de chinois de l'Institut national des langues et civilisations orientales. Il a vécu 15 ans en Asie.  Il s'est spécialisé dans l'analyse des relations de la république populaire de Chine avec le Tibet et Taïwan. Il est l’auteur d’articles publiés sur le site "questionchine.net" et dans la Revue défense nationale
,.

## Ouvrages
- Chapitres dans la collection Monde Chinois (Éditions Choiseul) :
  - Information et Désinformation sur la Chine - François Guizot, François Jullien, Avril 2008,  (ISBN 2916722173)
  - Où va Taïwan ? Septembre 2008